# Chis
Chis település Franciaországban, Hautes-Pyrénées megyében. Lakosainak száma 302 fő (2022. január 1.). Chis Escondeaux, Aurensan, Dours és Orleix községekkel határos.

## Népesség
A település népességének változása:
| Lakosok száma | 304  | 315  | 316  | 315  | 313  | 312  | 312  | 307  | 302  |
|               | 2013 | 2015 | 2016 | 2017 | 2018 | 2019 | 2020 | 2021 | 2022 |